# Ustica
Ustica (pronunciar Ústica) és una illa al nord-oest de Sicília amb una superfície de 8 km² i 1.324 habitants tots ells poblant l'únic municipi de l'illa anomenat també Ustica. És a l'oest de les illes Eòlies i pertany a la ciutat metropolitana de Palerm

## Geografia
El perímetre de l'illa és d'uns 15 km. Pertany a la regió de Sicília i a la província de Palerm. És volcànica i amb nombroses coves a la costa entre les quals destaquen la Grotta dell'oro, la Grotta del Tuono, la Grotta Segreta, la Grotta Verde, la Grotta Azurra, la Grotta delle Barche i la Grotta della Pastiza.
La punta nord es diu Punticeda (amb una vila prehistòrica); la punta est es diu Punta Falconiera (en aquest lloc està la vila d'Ustica); la punta sud és la Punta dell'Arpa; i a l'oest i ha tres puntes destacades: al nord la Punta di Megna, al centre la Punta Spalmatore, i a l'extrem sud-oest la Punta Cavazzi on hi ha un far. Té a la rodalia alguns illots dels que el principal és la Seca Colombara. El punt més alt és a 248 metres hi és conegut per Monte Guardia dei Turchi, el cim del quan és anomenada pels illencs "bocca del vulcano".

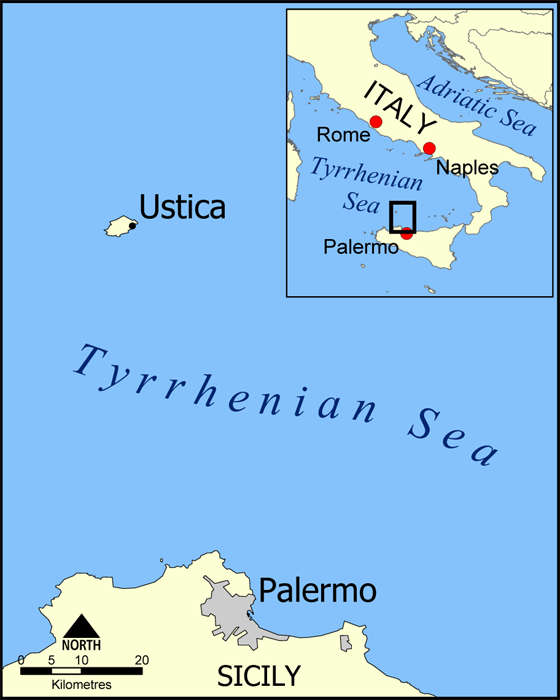
Mapa de situació

## Història
Osteodes fou el nom grec d'aquesta petita illa de la mar Tirrena. Diòdor diu que els cartaginesos hi van abandonar a sis mil mercenaris rebels (l'illa era deshabitada) amb la finalitat de deixar-los morir, i que van formar un munt d'ossos amb els seus cadàvers, de lo que va rebre el seu nom. Correspon sens dubte a la moderna Ustica però Plini el Vell i Ptolemeu distingeixen Ustica de l'illa Osteodes, i en parlen com de dos illes separades; però com que no hi ha cap més illa a l'oest de les Eòlies, s'ha de considerar que ambdós autors van cometre un error i van considerar el nom grec Osteodes diferent de la mateixa illa sota el nom romà d'Ustica.
Al segle vi s'hi van establir els benedictins però les incursions dels pirates sarraïns al segle VIII els van obligar a sortir. Alguns intents de colonització van fracassar sempre sobretot deguts als pirates i també a la manca d'aigua.
Al segle xvii s'hi van establir unes 90 persones que venien de Lipari. Van portar el seu patró, San Bartolomeo, que fou també patró de l'illa. Al començament del segle xx moltes famílies van emigrar a Amèrica.
Fou colònia penal des del període feixista fins als anys 50. El 27 de juny de 1980 fou teatre d'un greu accident aeri. El 1986 fou constituïda en la Reserva Natural Marina "Isola di Ustica" amb tres nivells de protecció.

## Administració
| Període | Identitat    | Partit        |
| ------- | ------------ | ------------- |
| 2006-   | Aldo Messina | Llista cívica |

## Galeria d'imatges

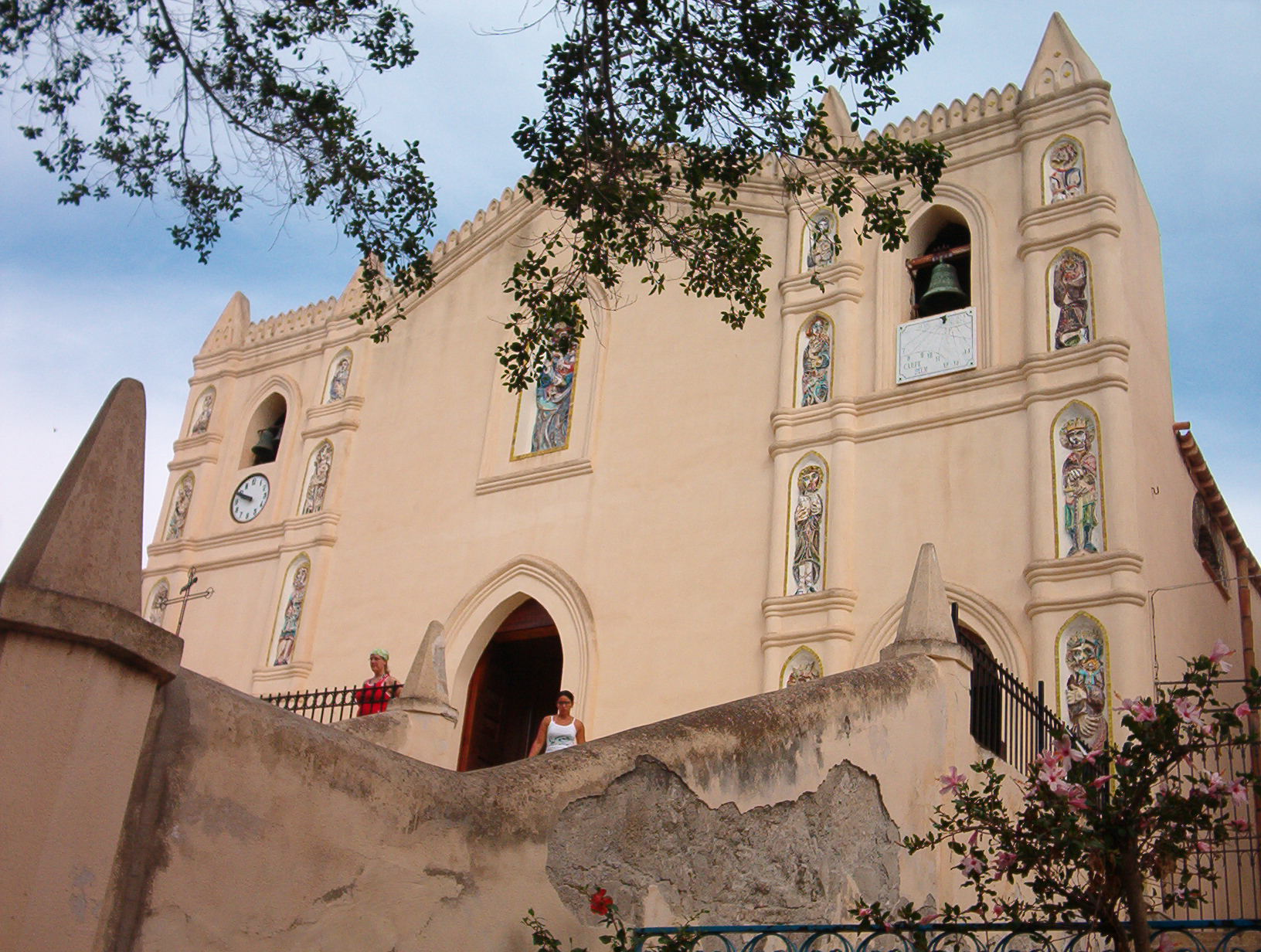
Església de Fernando Re
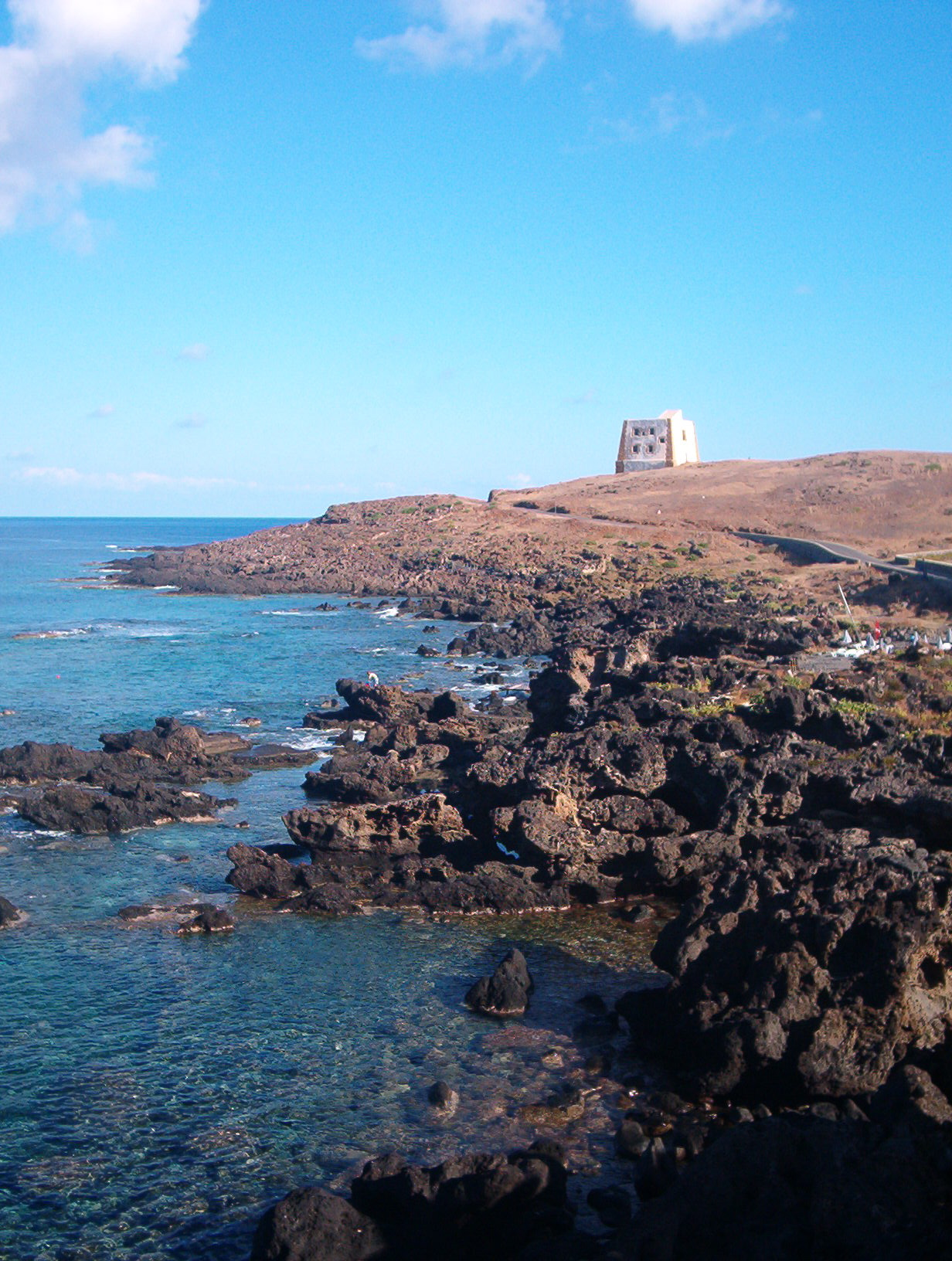
Punta Spalmatore
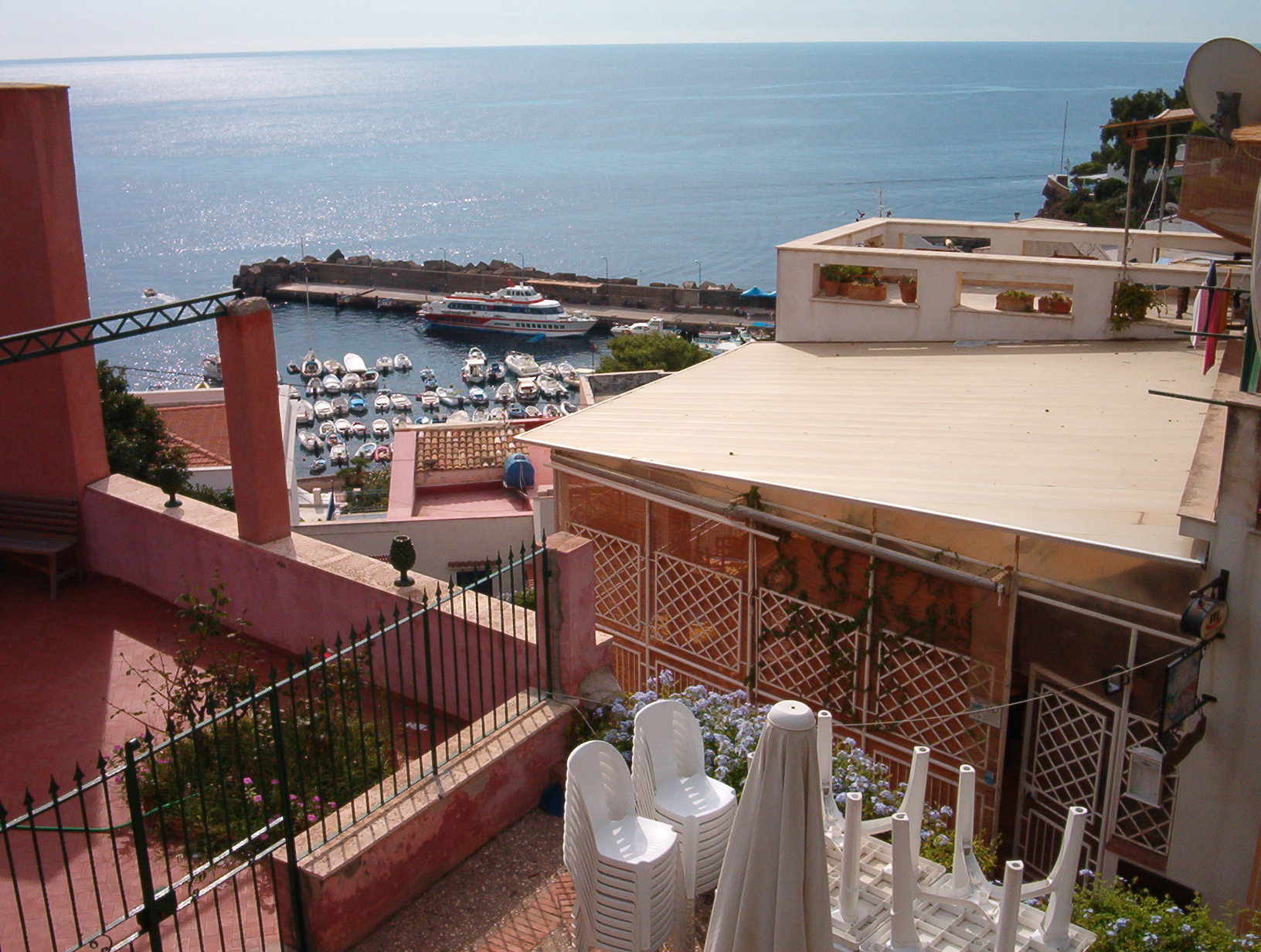
Port d'Ustica